# 디 아트 오브 아바타
《디 아트 오브 아바타》(The Art of Avatar: James Cameron's Epic Adventure)는 에이브럼스 북스에서 발간된 2009년 공개된 영화 《아바타》의 프로덕션 아트북이다.